# Cozido de lagostim
O cozido de lagostim ou “crawfish boil”, embora se faça também com camarão, é uma preparação típica da culinária cajun, para uma festa particular ou para um evento público, em que se coze lagostim-de-água-doce ou camarão fresco com maçarocas de milho, batatas e tempero apropriado.
Deve ser feito ao ar livre, uma vez que se prepara em grandes panelas altas, se possível com um cesto interno, como uma fritadora, sobre fogões a gás com um queimador forte. As panelas são cheias até meio com água, que se põe a aquecer até ferver; entretanto, lavam-se os lagostins ou camarões com a casca e, se necessário, sal para os depurar; as quantidades são grandes (cerca de meio quilo por pessoa), pelo que pode ser necessário usar uma mangueira para os lavar; deitam-se na água fervente, com batatas inteiras e lavadas, as maçarocas limpas, algumas cebolas descascadas, e limões (cortados ao meio e semi-espremidos); opcionalmente podem acrescentar-se salsichas “andouille” cortadas em pedaços grandes, cogumelos, vegetais (como aipo, cenoura ou feijão verde) e o tempero, e deixam-se ferver até as batatas estarem cozidas. O tempero é a tradicional mistura cajun, que pode ser comprada já preparada (meio quilo para cada panela), composta por cebola, alho, sal, pimenta-malagueta e tomilho.
O cozido é também servido ao ar livre, em mesas que se cobrem com jornais; para além destas mesas, normalmente há outra onde se colocam os pratos, guardanapos e copos, e os petiscos que os convidados trouxerem. Quando o cozido está pronto, tira-se da panela com o cesto, escorre-se bem e despeja-se o conteúdo sobre as mesas cobertas com jornais, onde as pessoas se vão servir. Ao lado, deve haver caixas térmicas grandes com cerveja e refrescos em gelo. A época própria para este evento é a primavera, entre março e junho, quando se obtêm as maiores quantidades de lagostim e camarão.

## O cozido ou churrasco de marisco noutras regiões
Para além da Louisiana, onde o “crawfish boil” é um evento cultural, em várias outras regiões, quer nos EUA, como noutros países, se fazem festas parecidas:
- Suécia – o “crayfish party” é uma tradição recente em que os suecos se sentam para comer lagostim cozido com muito endro e muita bebida, pão, surströmming (arenque do Báltico curado) e queijo da Bótnia Ocidental, nas noites cálidas de agosto; o lagostim não é abundante na Suécia, mas encontra-se lagostim importado da Turquia e da China.[2]
- San Antonio, Texas – realiza-se anualmente, desde 1916, o “Fiesta Oyster Bake”, um festival para angariação de fundos organizado pelos ex-alunos da Universidade de Santa Maria, onde se servem não apenas ostras, assadas, fritas ou cruas, mas muitas outras iguarias.[3]
- Georgia e Carolina do Sul – com uma história próxima da Louisiana, em ambos os estados se fazem eventos parecidos com o “crawfish boil”, aqui usando principalmente o camarão e com nomes como “Frogmore stew”, “Beaufort stew” (nomes de localidades daqueles estados), ou “Lowcountry boil” (“Lowcountry” é uma região costeira da Carolina do Sul com uma culinária própria);[4] nesta região, faz-se também a “oyster roast”, em que as ostras são assadas numa churrasqueira, por vezes improvisada no chão, cobertas com um oleado e servidas da mesma forma que o crawfish na Louisiana.[5]
- Chesapeake Bay – o "Maryland Crab Feast" é o equivalente ao “crawfish boil” da Louisiana, mas baseado no caranguejo azul, que suporta a pescaria mais importante da baía de Chesapeake; a festa é igualmente feita fora de casa, em grandes panelas com um cesto, temperando os caranguejos com o “Maryland-style spice” ou “Old Bay Seasoning” que inclui sal-de-aipo (sal misturado com sementes moídas de aipo ou levístico), gengibre moído, pimenta-preta, cravinho, alho em pó, mostarda moída mais mostarda em grão, tomilho, cebola em pó e pimenta-de-caiene.[6]
- Nova Inglaterra – o “Clambake” ou “churrasco-de-amêijoas” é um evento social, tradicionalmente feito na praia, em que se assam amêijoas, lavagante, caranguejo, ou outros mariscos, para além de batata, maçarocas de milho e outros ingredientes, como salsichas, num forno improvisado cavando um buraco na areia e cobrindo o fundo com pedras ou antigas balas de canhão, onde se acende uma fogueira e, quando só ficaram as brasas, se coloca uma panela (de preferência com um cesto interior) ou um caldeirão com os ingredientes, que é tapado com algas marinhas para criar um ambiente de vapor. A comida é servida diretamente do caldeirão para os pratos individuais, em mesas cobertas com toalhas de quadrados, ornamentadas com conchas e artefactos marinhos, juntamente com grandes quantidades de bebida fresca.[7]
- Charente-Maritime, França – a “éclade de moules” ou “churrasco de mexilhão” é igualmente uma preparação tradicional feita na praia, em que se arrumam cuidadosamente os mexilhões, todos com a ponta para cima, sobre um prato de madeira, se cobrem com agulhas de pinheiro a que se deita fogo, fazendo com que os mexilhões cozam; servem-se com pão, manteiga e vinho.[8][9]